# I'll Be
"I'll Be" é uma canção da rapper americana Foxy Brown com participação do rapper compatriota Jay-Z, lançada como segundo single do álbum Ill Na Na (1996) em 4 de março de 1997 pela Def Jam. Foi escrita por Inga Marchand, Shawn Carter, e por conter uma amostra da canção "I'll Be Good" (1985) da dupla René & Angela, Jean-Claude Oliver e Samuel Barnes foram creditados como compositores adicionais. Foi produzida por Trackmasters. Um remix feito pelo próprio produtor da faixa contém amostra da canção "Another One Bites The Dust" (1980) da banda Queen.
Alcançou a sétima posição na Billboard Hot 100 e foi certificado ouro pela RIAA dois meses após o lançamento. Um vídeo foi lançado e entreou na lista dos "VH1's 100 Greatest Songs of Hip Hop" na posição 52 em 2008.

## Desempenho nas paradas musicais

### Posições
| Paradas (2012)                               | Melhor posição |
| -------------------------------------------- | -------------- |
| Estados Unidos - Billboard Hot 100           | 7              |
| Estados Unidos - Billboard R&B/Hip-Hop Songs | 5              |

### Certificações
| País           | Associação | Certificação | Vendas  |
| -------------- | ---------- | ------------ | ------- |
| Estados Unidos | RIAA       | Ouro         | 500,000 |